# Солоданюк Олексій Юрійович
Олексі́й Ю́рійович Солоданюк (1996—2023) — старший лейтенант збройних сил України, учасник російсько-української війни. Герой України (2025, посмертно).

## Життєпис
Народився в селі Вишнівка Вінницької області. Пізніше переїхав разом з сім'єю на Черкащину, до с. Заріччя, а потім — до с. Склименці. Навчався в Зарічанській загальноосвітній школі й Корсунь-Шевченківському ліцеї. Закінчив НТУ «Київський політехнічний інститут імені Ігоря Сікорського», де навчався на кафедрі технологій виробництва літальних апаратів навчально-наукового механіко-машинобудівного інституту.
У студентські роки був учасником Революції гідності.
З початком повномасштабного вторгнення, у березні 2023, став до лав Сил оборони України. Був заступником командира роти з озброєння в 65-й окремій механізованій бригаді.
Загинув 23 серпня 2023 року в районі села Роботине Запорізької області. Намагаючись вийти з поля зору ворожого безпілотника, натрапив на міну.
Похований у с. Склименці Звенигородського району на Черкащині.

## Нагороди
- Звання Герой України з удостоєнням ордена «Золота Зірка» (2 січня 2025, посмертно) — за особисту мужність і героїзм, виявлені у захисті державного суверенітету та територіальної цілісності України, самовіддане служіння Українському народові[1].